# Walworth (Nowy Jork)
Walworth – miasto w Stanach Zjednoczonych, w stanie Nowy Jork, w hrabstwie Wayne.